# Чемпионат мира по фехтованию 2007
Чемпионат мира по фехтованию 2007 года проходил с 28 сентября по 7 октября в Спортивно-концертном комплексе «Петербургский» в Санкт-Петербурге (Россия).

## Общий медальный зачёт
| Место | Страна           | Золото | Серебро | Бронза | Всего |
| ----- | ---------------- | ------ | ------- | ------ | ----- |
| 1     | Франция          | 4      | 2       | 2      | 8     |
| 2     | Россия           | 2      | 2       | 1      | 5     |
| 3     | Германия         | 2      | 1       | 3      | 6     |
| 4     | Венгрия          | 2      | 0       | 2      | 4     |
| 5     | Италия           | 1      | 4       | 4      | 9     |
| 6     | Польша           | 1      | 0       | 1      | 2     |
| 7     | Китай            | 0      | 2       | 1      | 3     |
| 8     | Украина          | 0      | 1       | 0      | 1     |
| 9     | Республика Корея | 0      | 0       | 2      | 2     |
| 10    | Эстония          | 0      | 0       | 1      | 1     |
| 10    | Япония           | 0      | 0       | 1      | 1     |
| Всего | Всего            | 12     | 12      | 18     | 42    |

## Медалисты

### Мужчины
| Дисциплина                  | Золото                                                                 | Серебро                                                                           | Бронза                                                                         |
| --------------------------- | ---------------------------------------------------------------------- | --------------------------------------------------------------------------------- | ------------------------------------------------------------------------------ |
| Шпага Личное первенство     | Кристиан Кульчар                                                       | Эрик Буасс                                                                        | Диего Конфалоньери                                                             |
| Шпага Личное первенство     | Кристиан Кульчар                                                       | Эрик Буасс                                                                        | Жером Жанне                                                                    |
| Шпага Командное первенство  | Франция · Фабрис Жанне · Эрик Буасс · Ульриш Робери · Жером Жанне      | Италия · Стефано Кароццо · Диего Конфалоньери · Альфредо Рота · Маттео Тальяриоль | Венгрия · Кристиан Кульчар · Иван Ковач · Геза Имре · Габор Боцко              |
| Рапира Личное первенство    | Петер Йоппих                                                           | Андреа Бальдини                                                                   | Бенджамин Кляйбринк                                                            |
| Рапира Личное первенство    | Петер Йоппих                                                           | Андреа Бальдини                                                                   | Лэй Шэн                                                                        |
| Рапира Командное первенство | Франция · Николя Бодан · Брис Гияр · Эрванн Ле Пешу · Марсель Марсиллу | Германия · Петер Йоппих · Бенджамин Кляйбринк · Кристиан Шлехтвег · Доминик Бер   | Республика Корея · Чхве Бён Чхоль · Джун Чан Юн · Пак Хи Кён · Сон Ён Ки       |
| Сабля Личное первенство     | Станислав Поздняков                                                    | Альдо Монтано                                                                     | Николас Лимбах                                                                 |
| Сабля Личное первенство     | Станислав Поздняков                                                    | Альдо Монтано                                                                     | О Ын Сок                                                                       |
| Сабля Командное первенство  | Венгрия · Тамаш Дечи · Балаж Лонтай · Арон Силадьи · Жолт Немчик       | Франция · Венсан Анстетт · Николя Лопес · Жюльен Пийе · Борис Сансон              | Италия · Альдо Монтано · Диего Оккьюцци · Джампьеро Пасторе · Луиджи Тарантино |

### Женщины
| Дисциплина                  | Золото                                                                                   | Серебро                                                                       | Бронза                                                                              |
| --------------------------- | ---------------------------------------------------------------------------------------- | ----------------------------------------------------------------------------- | ----------------------------------------------------------------------------------- |
| Шпага Личное первенство     | Бритта Хайдеман                                                                          | Ли На                                                                         | Ирина Эмбрих                                                                        |
| Шпага Личное первенство     | Бритта Хайдеман                                                                          | Ли На                                                                         | Морин Низима                                                                        |
| Шпага Командное первенство  | Франция · Одре Дескут · Лора Флессель · Хайналька Пико · Морин Низима                    | Россия · Татьяна Логунова · Анна Сивкова · Любовь Шутова · Евгения Строганова | Германия · Клаудия Бокель · Имке Дуплитцер · Бритта Хайдеман · Марияна Маркович     |
| Рапира Личное первенство    | Валентина Веццали                                                                        | Маргерита Гранбасси                                                           | Джованна Триллини                                                                   |
| Рапира Личное первенство    | Валентина Веццали                                                                        | Маргерита Гранбасси                                                           | Аида Мохамед                                                                        |
| Рапира Командное первенство | Польша · Сильвия Грухала · Катаржина Крычало · Магдалена Мрочкевич · Малгожата Войтковяк | Россия · Аида Шанаева · Евгения Ламонова · Яна Рузавина · Юлия Хакимова       | Япония · Канаэ Икэхата · Маки Каваниси · Йоко Макисита · Тиэко Сугавара             |
| Сабля Личное первенство     | Елена Нечаева                                                                            | Тань Сюэ                                                                      | Богна Юзвяк                                                                         |
| Сабля Личное первенство     | Елена Нечаева                                                                            | Тань Сюэ                                                                      | Джойа Марцокка                                                                      |
| Сабля Командное первенство  | Франция · Сесиль Аржоля · Леонор Перрюс · Анне-Лиз Туйя · Кароль Вернь                   | Украина · Ольга Харлан · Елена Хомровая · Нина Козлова · Галина Пундик        | Россия · Елена Нечаева · Екатерина Федоркина · Светлана Кормилицына · Софья Великая |